# Mariano II Torchitorio II
Mariano II Torchitorio II, o Mariano Torchitorio di Lacon Gunale, anche detto Torcotore, Torcotorio, Torgodorio o Dorgodorio (anni 1070 – dopo il 1121), è stato Giudice di Cagliari all'incirca dal 1102 al 1130.

## Biografia
La reale durata del suo regno è poco chiara, a causa dei pochi documenti storici, che non testimoniano la fine del governo di suo padre Costantino I Salusio II e documentano altresì un periodo di usurpazione del trono da parte di suo zio Torbeno di Cagliari.
Mariano Torchitorio era il figlio di Costantino I Salusio II ed alla morte del padre, essendo l'ufficio di Giudice ancora elettivo, sembra che lo zio Torbeno di Cagliari lo abbia rivendicato ed ottenuto per se' stesso. L'usurpazione dello zio Torbeno, pur non quantificabile cronologicamente con precisione, fu comunque di breve durata. Il ritorno del giovane Mariano Torchitorio al trono, venne ottenuto grazie all'appoggio della Repubblica di Genova, in contrasto con la Repubblica di Pisa che invece aveva sostenuto Torbeno. Un documento con una donazione alla chiesa di San Lorenzo di Genova, testimonia il ringraziamento di Mariano Torchitorio per le sei galee genovesi inviate in suo aiuto. Comunque altre donazioni alla diocesi pisana mostrano che comunque il Giudice fu abile nel mantenere buoni rapporti con entrambe le due potenti città. 
Questo atteggiamento è testimoniato da altre donazioni ed atti successivi. Ad esempio viene registrata una donazione in ringraziamento a Pisa per l'aiuto ricevuto nella difesa del Sulcis (il Giudice dovette però, per ripagare le spese sostenute da loro, assicurare un tributo annuo di una libbra di oro fino ed un carico di sale), inoltre rilasciò i mercanti pisani dal pagamento di alcuni dazi e assicurò delle patenti in favore del loro commercio.

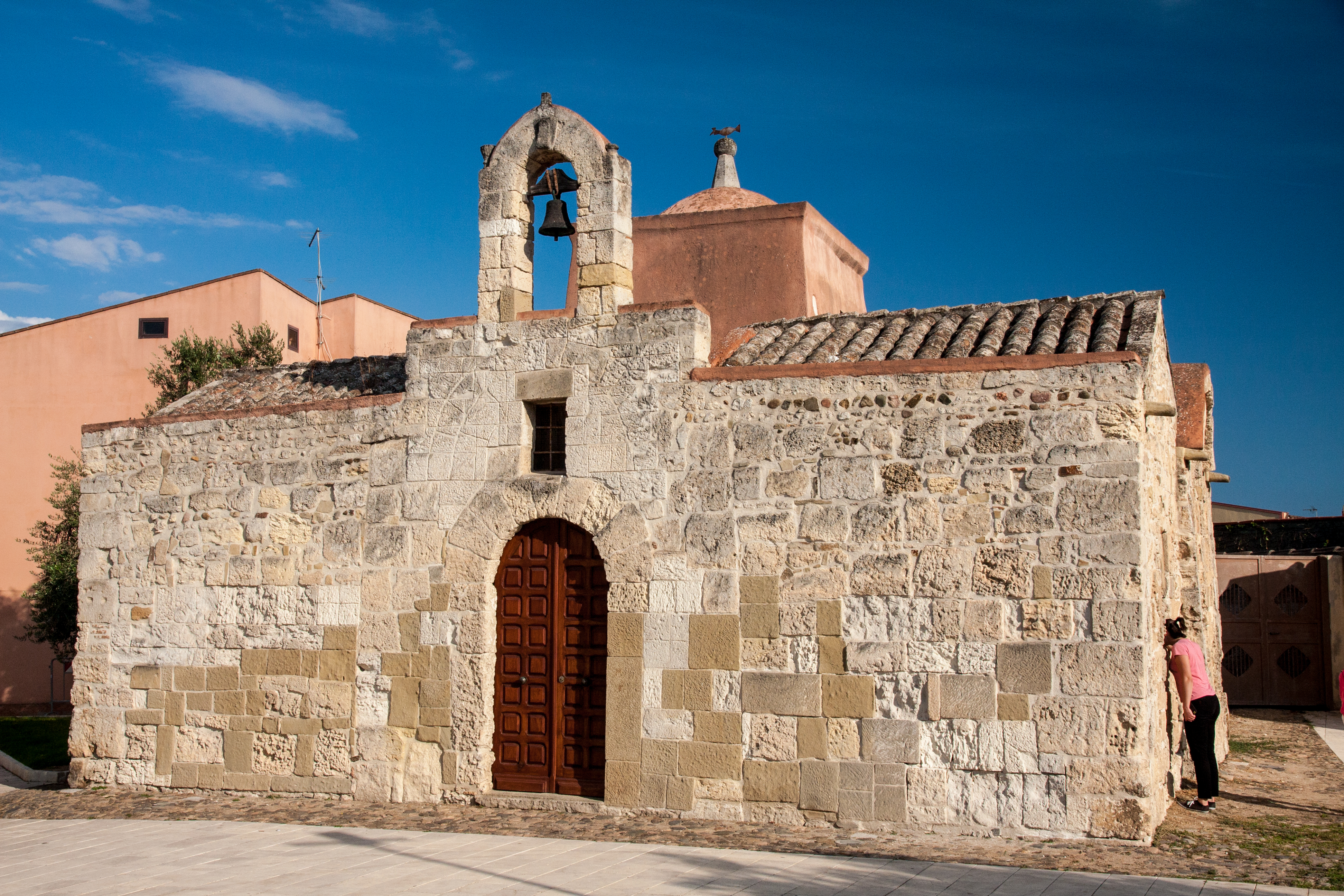
Chiesa di San Giovanni Battista

Nei confronti di Genova vi fu la sua autorizzazione ad una donazione da parte dell'Arcivescovo di Cagliari Guglielmo e della chiesa di San Giovanni d'Assemine, in favore della chiesa genovese. Inoltre probabilmente estese ai genovesi molti dei privilegi già concessi ai pisani.
Nelle sue altre relazioni con la Chiesa, troviamo il nome del Giudice presente in molte sottoscrizioni ad atti dell'Arcivescovo Guglielmo in favore di Antioco di Sulcis e San Saturnino, cui era particolarmente devoto.
Nonostante inizialmente Mariano Torchitorio fosse stato in conflitto con suo zio Torbeno, troviamo da documenti successivi che i due dovevano essersi riappacificati e lo zio viene citato in questi documenti tra gli altri parenti del Giudice. Inoltre Mariano Torchitorio appoggiò lo zio Torbeno, quando assieme a Saltaro di Torres, egli fu tra i capi del contingente sardo che accompagnò la spedizione di Pisa contro le Baleari nel 1115.
Morì tra il 1121 e 1130.